# Лабазанов, Узаир Шарапудинович
Узаир Шарапудинович Лабазанов (род. 17 сентября 1990, Цумадинский район, Дагестанская АССР) — российский самбист, призёр чемпионатов России и Европы по боевому самбо, чемпион Европы, обладатель Кубка мира, мастер спорта России.

## Биография
Родился в селении Кеди Цумадинского района. Школу окончил в селе Шава.
Узаир — воспитанник центра спорта и образования «Самбо-70» г. Москвы.

## Спортивные результаты
- Чемпионат России по боевому самбо 2013 года — ;
- Чемпионат России по боевому самбо 2014 года — ;
- Чемпионат России по боевому самбо 2015 года — .